# Kinesisk trastsångare
Kinesisk trastsångare (Acrocephalus orientalis) är en asiatisk fågel i familjen rörsångare inom ordningen tättingar. Den häckar huvudsakligen i vassbälten i östra Asien. Vintertid flyttar den till södra Asien och Australien. Tillfälligt har den påträffats i Israel. Arten minskar i antal, men beståndet anses vara livskraftigt.

## Kännetecken

### Utseende
Kinesisk trastsångare är en stor rörsångare med en kroppslängd på 18-20 centimeter. Ovansidan är brun med blekare övergump och vitaktiga spetsar på stjärtfjädrarna. Undersidan är vitaktig men brunare på flanker och undre stjärttäckare. På strupe och bröst syns smala gråaktiga streck. Den har ett mörkt ögonstreck och ett vitaktigt ögonbrynsstreck. Den rätt långa och kraftiga näbben är brun på övre näbbhalvan och rosa på den undre. Fötterna är grå.
Jämfört med liknande trastsångaren är den mindre, slankare och mer kortvingad, med papyrussångarem en något kortare och tjockare näbb, kortare och mer avhuggen stjärt och något längre handpenneprojektion. De bleka stjärtspetsarna skiljer den från båda arter.

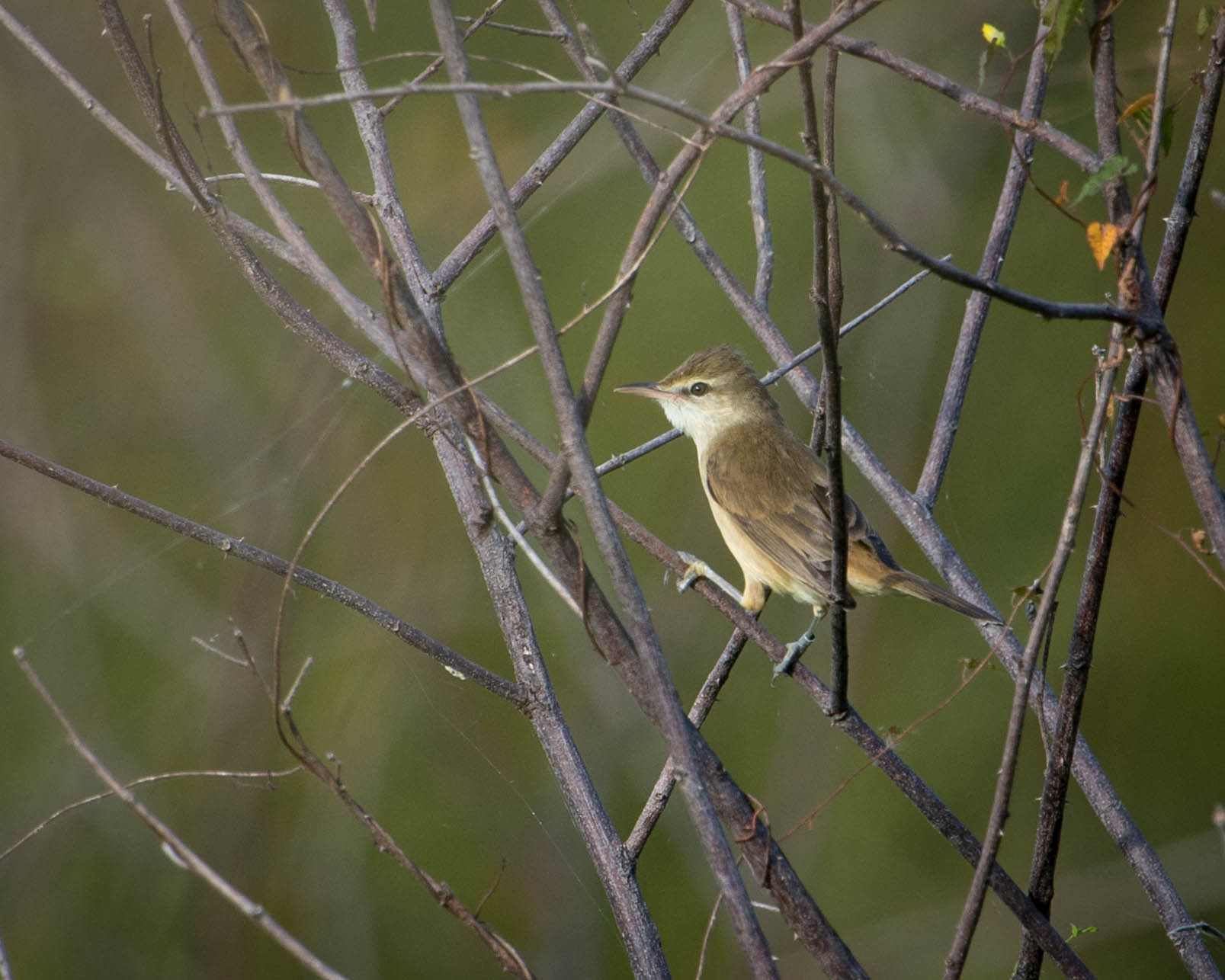

### Läten
Sången är en blandning av melodiska toner och gutturala kväkande. Lätet är ett högljutt och hårt tjack.

## Utbredning och systematik
Kinesisk trastsångare förekommer från sydöstra Sibirien till norra Kina. Den övervintrar i södra Asien, norra Australien och Filippinerna. Två fynd föreligger från Israel, 1988 och 1990. Kinesisk trastsångare behandlas som monotypisk, det vill säga att den inte delas in i några underarter. Den behandlades tidigare som underart till trastsångaren (Acrocephalus arundinaceus).

### Familjetillhörighet
Rörsångarna behandlades tidigare som en del av den stora familjen sångare (Sylviidae). Genetiska studier har dock visat att sångarna inte är varandras närmaste släktingar. Istället är de en del av en klad som även omfattar timalior, lärkor, bulbyler, stjärtmesar och svalor. Idag delas därför Sylviidae upp i ett flertal familjer, däribland Acrocephalidae.

## Levnadssätt
Arten häckar huvudsakligen i vassbälten, men kan även hittas i våtmarker, risfält, gräsmarker och buskmarker där den födosöker efter insekter och andra ryggradslösa djur. De har ganska små revir och deras populationer kan därför bli individtäta. Boet placeras en till en och en halv meter upp i vass. Däri lägger den två till sex ägg som ruvas tolv till 14 dagar. Efter tio till 15 dagar är ungarna flygga. 

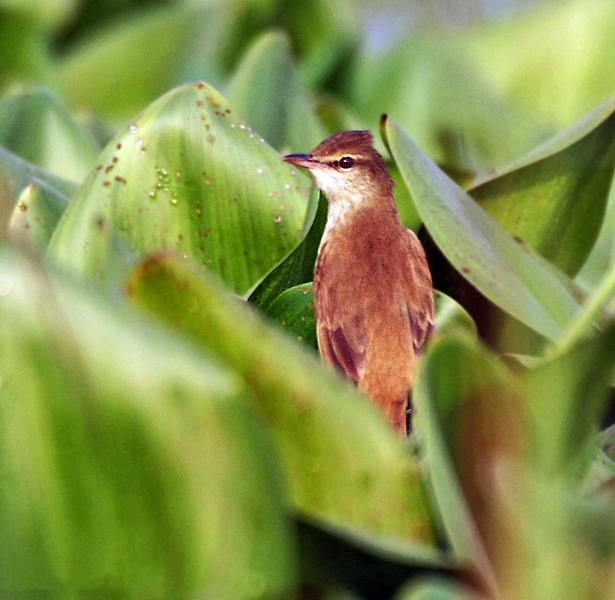

## Status och hot
Arten har ett stort utbredningsområde och en stor population, men tros minska i antal, dock inte tillräckligt kraftigt för att den ska betraktas som hotad. Internationella naturvårdsunionen IUCN kategoriserar därför arten som livskraftig (LC).